# ألدوبنو مينو
ألدوبنو مينو (بالبرتغالية: Aldrovani Menon‏) (30 يوليو 1972 في البرازيل – )؛ هو لاعب كرة قدم سابق كان يلعب كمهاجم.

## وصلات خارجية
- ألدوبنو مينو على موقع رابطة كرة القدم اليابانية للمحترفين (اليابانية)
- ألدوبنو مينو على موقع قاعدة بيانات كرة القدم.إي يو (الإنجليزية)
- ألدوبنو مينو على موقع عالم كرة القدم.نت (الإنجليزية)